# Banco Centro-Americano
El Banco Centro-Americano primer banco en la historia de la república de Honduras.

## Fundación
Desde 1880 se declaró como moneda de curso legal el dólar estadounidense, debido al crecimiento minero extranjero en el país, no obstante, también se declaró como patrón monetario el oro en sustitución del patrón plata vigente desde 1879. Paralelamente también estaba establecido como moneda legal y oficial el peso hondureño, aunque devaluado, por los problemas crediticios del Ferrocarril Nacional de Honduras. Todo esto dio lugar a la fundación del primer banco privado, el Banco Centro-Americano que en realidad fue una agencia de cambio de moneda. El Banco Centro-Americano se creó una vez consolidado los capitales netamente hondureños de los señores empresarios Ignacio Agurcia, Santos Soto Rosales y Cipriano Velásquez. Su capital inicial fue de ciento cincuenta mil pesos hondureños.
Este banco se unió con el Banco Nacional Hondureño, para consolidar el Banco de Honduras, S.A.